# プレミアシップ・ラグビー2024-25
プレミアシップ・ラグビー2024-25（2024–25 Premiership Rugby）は、イングランド国内ラグビーユニオンのトップリーグ「プレミアシップ・ラグビー」38シーズン目となる。2024年9月20日から2025年6月14日まで開催。
命名権により、ギャラガー・プレミアシップ・ラグビー（Gallagher Premiership Rugby）またはギャラガー・プレミアシップとも呼ばれる。
同時期に、アイルランド・スコットランド・ウェールズ・イタリア・南アフリカ共和国によって「2024-25ユナイテッド・ラグビー・チャンピオンシップ」が、フランスでは「2024-25 トップ14」が行われている。

## 概要
前2023–24シーズンと同じ10チームが参加し、レギュラーシーズン全18節を戦う。上位4チームはプレーオフへ進出し、優勝を競う。
レギュラーシーズン上位8位までは、次シーズンの「2025-26ヨーロピアンラグビーチャンピオンズカップ」へ出場することができる。9位は、その下位大会「2025-26EPCRチャレンジカップ」に出場。
3シーズン連続で、下位リーグRFUチャンピオンシップ（RFU Championship）からの昇格チームはなかった。2023-24シーズンRFUチャンピオンシップで優勝したイーリング・トレイルファインダーズは、グラウンド収容人数と安全基準の要件を満たしていないとして、昇格できなかった。
この大会開催と同時期に、ウェールズ・スコットランド・アイルランド・イタリア・南アフリカ共和国によって「2024-25ユナイテッド・ラグビー・チャンピオンシップ」が、フランスでは「2024-25 トップ14」が行われている。

## 日程
毎週の日程（土曜または日曜で開催）。2024-25EPCRチャレンジカップの開催日は、翌日の日曜、あるいは前日の金曜になることがある。
| 開催日             | 前年1位～8位チーム | 前年9位以下のチーム                                                            |
| ------------------ | --- | ------------------------------------------------------------------------------ |
| 2024年9月22日(日)  | 2024-25 プレミアシップ（第1節） | 2024-25 プレミアシップ（第1節）                                                |
| 2024年9月29日(日)  | 2024-25 プレミアシップ（第2節） | 2024-25 プレミアシップ（第2節）                                                |
| 2024年10月6日(日)  | 2024-25 プレミアシップ（第3節） | 2024-25 プレミアシップ（第3節）                                                |
| 2024年10月13日(日) | 2024-25 プレミアシップ（第4節） | 2024-25 プレミアシップ（第4節）                                                |
| 2024年10月20日(日) | 2024-25 プレミアシップ（第5節） | 2024-25 プレミアシップ（第5節）                                                |
| 2024年10月27日(日) | 2024-25 プレミアシップ（第6節） | 2024-25 プレミアシップ（第6節）                                                |
| 2024年11月3日(日)  | 対戦なし（オータム・ネーションズ・シリーズ2024 イングランド代表戦） | 対戦なし（オータム・ネーションズ・シリーズ2024 イングランド代表戦）            |
| 2024年11月10日(日) | 対戦なし（オータム・ネーションズ・シリーズ2024 イングランド代表戦） | 対戦なし（オータム・ネーションズ・シリーズ2024 イングランド代表戦）            |
| 2024年11月17日(日) | 対戦なし（オータム・ネーションズ・シリーズ2024 イングランド代表戦） | 対戦なし（オータム・ネーションズ・シリーズ2024 イングランド代表戦）            |
| 2024年11月24日(日) | 対戦なし（オータム・ネーションズ・シリーズ2024 イングランド代表戦） | 対戦なし（オータム・ネーションズ・シリーズ2024 イングランド代表戦）            |
| 2024年12月1日(日)  | 2024-25 プレミアシップ（第7節） | 2024-25 プレミアシップ（第7節）                                                |
| 2024年12月7日(土)  | 2024-25ヨーロピアンラグビー チャンピオンズカップ（プール戦1） 【出場】ノーサンプトン・セインツ/バース/セール・シャークス/サラセンズ/ブリストル・ベアーズ/ハーレクインズ/エクセター・チーフス/レスター・タイガース | 2024-25EPCRチャレンジカップ （プール戦1） 【出場】グロスター/ニューカッスル    |
| 2024年12月14日(土) | 2024-25ヨーロピアンラグビー チャンピオンズカップ（プール戦2） | 2024-25EPCRチャレンジカップ （プール戦2）                                      |
| 2024年12月22日(日) | 2024-25 プレミアシップ（第8節） | 2024-25 プレミアシップ（第8節）                                                |
| 2024年12月29日(日) | 2024-25 プレミアシップ（第9節） | 2024-25 プレミアシップ（第9節）                                                |
| 2025年1月5日(日)   | 2024-25 プレミアシップ（第10節） | 2024-25 プレミアシップ（第10節）                                               |
| 2025年1月12日(日)  | 2024-25ヨーロピアンラグビー チャンピオンズカップ（プール戦3） | 2024-25EPCRチャレンジカップ （プール戦3）                                      |
| 2025年1月18日(土)  | 2024-25ヨーロピアンラグビー チャンピオンズカップ（プール戦4） | 2024-25EPCRチャレンジカップ （プール戦4）                                      |
| 2025年1月26日(日)  | 2024-25 プレミアシップ（第11節） | 2024-25 プレミアシップ（第11節）                                               |
| 2025年2月2日(日)   | 対戦なし（2025年シックス・ネイションズ・チャンピオンシップ第1節開催） | 対戦なし（2025年シックス・ネイションズ・チャンピオンシップ第1節開催）          |
| 2025年2月9日(日)   | 対戦なし（2025年シックス・ネイションズ・チャンピオンシップ第2節開催） | 対戦なし（2025年シックス・ネイションズ・チャンピオンシップ第2節開催）          |
| 2025年2月16日(日)  | 対戦なし | 対戦なし                                                                       |
| 2025年2月23日(日)  | 対戦なし（2025年シックス・ネイションズ・チャンピオンシップ第3節開催） | 対戦なし（2025年シックス・ネイションズ・チャンピオンシップ第3節開催）          |
| 2025年3月2日(日)   | 対戦なし | 対戦なし                                                                       |
| 2025年3月9日(日)   | 対戦なし（2025年シックス・ネイションズ・チャンピオンシップ第4節開催） | 対戦なし（2025年シックス・ネイションズ・チャンピオンシップ第4節開催）          |
| 2025年3月16日(日)  | 対戦なし（2025年シックス・ネイションズ・チャンピオンシップ第5節開催） | 対戦なし（2025年シックス・ネイションズ・チャンピオンシップ第5節開催）          |
| 2025年3月23日(日)  | 2024-25 プレミアシップ（第12節） | 2024-25 プレミアシップ（第12節）                                               |
| 2025年3月30日(日)  | 2024-25 プレミアシップ（第13節） | 2024-25 プレミアシップ（第13節）                                               |
| 2025年4月5日(土)   | 2024-25ヨーロピアンラグビー チャンピオンズカップ （トーナメント1回戦） 【出場】ノーサンプトン・セインツ/セール・シャークス/サラセンズ/ハーレクインズ/レスター・タイガース                                         | 2024-25EPCRチャレンジカップ （トーナメント1回戦） 【出場】グロスター/バース    |
| 2025年4月12日(土)  | 2024-25ヨーロピアンラグビー チャンピオンズカップ （トーナメント準々決勝） 【出場】ノーサンプトン・セインツ | 2024-25EPCRチャレンジカップ （トーナメント準々決勝） 【出場】グロスター/バース |
| 2025年4月20日(日)  | 2024-25 プレミアシップ（第14節） | 2024-25 プレミアシップ（第14節）                                               |
| 2025年4月27日(日)  | 2024-25 プレミアシップ（第15節） | 2024-25 プレミアシップ（第15節）                                               |
| 2025年5月3日(土)   | 2024-25ヨーロピアンラグビー チャンピオンズカップ （トーナメント準決勝） 【出場】ノーサンプトン・セインツ | 2024-25EPCRチャレンジカップ （トーナメント準決勝） 【出場】バース              |
| 2025年5月11日(日)  | 2024-25 プレミアシップ（第16節） | 2024-25 プレミアシップ（第16節）                                               |
| 2025年5月18日(日)  | 2024-25 プレミアシップ（第17節） | 2024-25 プレミアシップ（第17節）                                               |
| 2025年5月24日(土)  | 2024-25ヨーロピアンラグビー チャンピオンズカップ （トーナメント決勝） 【出場】ノーサンプトン・セインツ | 2024-25EPCRチャレンジカップ （トーナメント決勝） 【出場】バース                |
| 2025年5月31日(土)  | 2024-25 プレミアシップ（第18節） | 2024-25 プレミアシップ（第18節）                                               |
| 2025年6月7日(土)   | 2024-25 プレミアシップ（トーナメント準決勝） | 2024-25 プレミアシップ（トーナメント準決勝）                                   |
| 2025年6月14日(土)  | 2024-25 プレミアシップ（トーナメント決勝） | 2024-25 プレミアシップ（トーナメント決勝）                                     |
| 開催日             | 前年1位～8位チーム | 前年9位以下のチーム                                                            |

## 出場チーム
| チーム                       | ヘッドコーチ                                | キャプテン               | スタジアム                                                         | 収容人数 | 本拠地, 地域                                           |
| ---------------------------- | ------------------------------------------- | ------------------------ | ------------------------------------------------------------------ | -------- | ------------------------------------------------------ |
| ニューカッスル・ファルコンズ | Steve Diamond                               | Callum Chick             | Kingston Park                                                      | 10,200   | ニューカッスル・アポン・タイン, タイン・アンド・ウィア |
| セール・シャークス           | Paul Deacon                                 | ベン・カリー             | サルフォード・コミュニティ・スタジアム                             | 12,000   | サルフォード, グレーター・マンチェスター               |
| レスター・タイガース         | マイケル・チェイカ                          | フリアン・モントージャ   | ウェルフォード・ロード・スタジアム                                 | 25,849   | レスター, レスターシャー                               |
| ノーサンプトン・セインツ     | Sam Vesty                                   | George Furbank           | フランクリンズ・ガーデンズ                                         | 15,249   | ノーサンプトン, ノーサンプトンシャー                   |
| グロスター                   | George Skivington                           | Lewis Ludlow             | キングスホルム・スタジアム                                         | 16,115   | グロスター, グロスタシャー                             |
| サラセンズ                   | Joe Shaw                                    | マロ・イトジェ           | StoneX Stadium (1試合)トッテナム・ホットスパー・スタジアム         | 10,500   | Hendon グレーター・ロンドン                            |
| ハーレクインズ               | Danny Wilson                                | アレックス・ドンブラント | トゥイッケナム・ストゥープ (2試合)アリアンツ・スタジアム           | 14,800   | トゥイッケナム, グレーター・ロンドン                   |
| ブリストル・ベアーズ         | Pat Lam                                     | Fitz Harding             | アシュトン・ゲート・スタジアム (1試合)プリンシパリティ・スタジアム | 27,000   | ブリストル                                             |
| バース                       | Johann van Graan                            | ベン・スペンサー         | レクリエーション・グラウンド                                       | 14,509   | バース, サマセット                                     |
| エクセター・チーフス         | Ali Hepher (11節まで) Rob Hunter (12節から) | ダフィド・ジェンキンス   | サンディ・パーク                                                   | 15,600   | エクセター, デヴォン                                   |

## 順位表
2025年5月31日現在（全18節終了時点）。出典：
上位4チームがプレーオフへ進出する。
8位までは次季「2025-26ヨーロピアンラグビーチャンピオンズカップ」へ出場。9位・10位は、その下位大会「2025-26EPCRチャレンジカップ」に出場。
| 順位 | チーム                       | 前年順位    | 勝敗   | 勝敗 | 勝敗 | 勝敗 | 得点 | 得点 | 得点     | トライ | トライ   | ボーナス ポイント (BP) | ボーナス ポイント (BP) | 勝ち点 (BPを含む) | プレーオフ進出 (上位4チーム)        | 次季                                                      |
| 順位 | チーム                       | 前年順位    | 試合数 | 勝   | 分   | 負   | 得点 | 失点 | 得失点差 | トライ | 被トライ | 4トライ 以上獲得       | 7点差以内 の負け       | 勝ち点 (BPを含む) | プレーオフ進出 (上位4チーム)        | 次季                                                      |
| ---- | ---------------------------- | ----------- | ------ | ---- | ---- | ---- | ---- | ---- | -------- | ------ | -------- | ---------------------- | ---------------------- | ----------------- | ----------------------------------- | --------------------------------------------------------- |
| 1    | バース                       | 2位(準優勝) | 18     | 14   | 0    | 4    | 651  | 417  | 234      | 96     | 57       | 15                     | 1                      | 72                | プレーオフ進出                      | 次季2025-26ヨーロピアンラグビーチャンピオンズカップ出場権 |
| 2    | レスター・タイガース         | 8位         | 18     | 11   | 1    | 6    | 533  | 439  | 94       | 70     | 60       | 12                     | 3                      | 61                | プレーオフ進出                      | 次季2025-26ヨーロピアンラグビーチャンピオンズカップ出場権 |
| 3    | セール・シャークス           | 3位         | 18     | 12   | 0    | 6    | 529  | 455  | 74       | 69     | 61       | 10                     | 0                      | 58                | プレーオフ進出                      | 次季2025-26ヨーロピアンラグビーチャンピオンズカップ出場権 |
| 4    | ブリストル・ベアーズ         | 5位         | 18     | 10   | 0    | 8    | 635  | 580  | 55       | 95     | 80       | 16                     | 2                      | 58                | プレーオフ進出                      | 次季2025-26ヨーロピアンラグビーチャンピオンズカップ出場権 |
| 5    | グロスター                   | 9位         | 18     | 10   | 0    | 8    | 576  | 487  | 89       | 86     | 72       | 13                     | 3                      | 56                |                                     | 次季2025-26ヨーロピアンラグビーチャンピオンズカップ出場権 |
| 6    | サラセンズ                   | 4位         | 18     | 10   | 0    | 8    | 522  | 452  | 40       | 74     | 67       | 12                     | 4                      | 56                |                                     | 次季2025-26ヨーロピアンラグビーチャンピオンズカップ出場権 |
| 7    | ハーレクインズ               | 6位         | 18     | 8    | 1    | 9    | 438  | 478  | -40      | 60     | 68       | 10                     | 4                      | 48                |                                     | 次季2025-26ヨーロピアンラグビーチャンピオンズカップ出場権 |
| 8    | ノーサンプトン・セインツ     | 1位(優勝)   | 18     | 8    | 0    | 10   | 488  | 515  | -27      | 68     | 74       | 10                     | 2                      | 44                |                                     | 次季2025-26ヨーロピアンラグビーチャンピオンズカップ出場権 |
| 9    | エクセター・チーフス         | 7位         | 18     | 4    | 0    | 14   | 403  | 528  | -125     | 57     | 75       | 5                      | 8                      | 29                | 次季2025-26EPCRチャレンジカップ出場 | 次季2025-26EPCRチャレンジカップ出場                       |
| 10   | ニューカッスル・ファルコンズ | 10位        | 18     | 2    | 0    | 16   | 292  | 686  | -394     | 39     | 101      | 3                      | 2                      | 13                | 次季2025-26EPCRチャレンジカップ出場 | 次季2025-26EPCRチャレンジカップ出場                       |

勝ち点が同点の場合のタイブレーカー：(1) 勝利した試合数、(2) 得失点の差、(3) 獲得した合計ポイント数、(4) 同点チーム間の試合で獲得した合計ポイント数、(5) 最初の試合を除いた勝利した試合数、次に 2 番目の試合と、同点が確定するまで続ける。

## レギュラーシーズン
出典：　青色 はアウエー戦。太字は勝利した試合。日付は、その節（Round）ごとの最後の日。
全90試合（総当たり戦で、ホームとアウエーを変えて、各チーム18試合を行う）。上位4チームがプレーオフへ進出する。
| 順位 | チーム                       | レギュラーシーズン（全18節） スコアと対戦相手 | レギュラーシーズン（全18節） スコアと対戦相手 | レギュラーシーズン（全18節） スコアと対戦相手 | レギュラーシーズン（全18節） スコアと対戦相手 | レギュラーシーズン（全18節） スコアと対戦相手 | レギュラーシーズン（全18節） スコアと対戦相手 | レギュラーシーズン（全18節） スコアと対戦相手 | レギュラーシーズン（全18節） スコアと対戦相手 | レギュラーシーズン（全18節） スコアと対戦相手 | レギュラーシーズン（全18節） スコアと対戦相手 | レギュラーシーズン（全18節） スコアと対戦相手 | レギュラーシーズン（全18節） スコアと対戦相手 | レギュラーシーズン（全18節） スコアと対戦相手 | レギュラーシーズン（全18節） スコアと対戦相手 | レギュラーシーズン（全18節） スコアと対戦相手 | レギュラーシーズン（全18節） スコアと対戦相手 | レギュラーシーズン（全18節） スコアと対戦相手 | レギュラーシーズン（全18節） スコアと対戦相手 |
| 順位 | チーム                       | 9/22                                          | 9/29                                          | 10/6                                          | 10/13                                         | 10/20                                         | 10/27                                         | 12/1                                          | 12/22                                         | 12/29                                         | 1/5                                           | 1/26                                          | 3/23                                          | 3/30                                          | 4/20                                          | 4/27                                          | 5/11                                          | 5/18                                          | 5/31                                          |
| 順位 | チーム                       | R1                                            | R2                                            | R3                                            | R4                                            | R5                                            | R6                                            | R7                                            | R8                                            | R9                                            | R10                                           | R11                                           | R12                                           | R13                                           | R14                                           | R15                                           | R16                                           | R17                                           | R18                                           |
| ---- | ---------------------------- | --------------------------------------------- | --------------------------------------------- | --------------------------------------------- | --------------------------------------------- | --------------------------------------------- | --------------------------------------------- | --------------------------------------------- | --------------------------------------------- | --------------------------------------------- | --------------------------------------------- | --------------------------------------------- | --------------------------------------------- | --------------------------------------------- | --------------------------------------------- | --------------------------------------------- | --------------------------------------------- | --------------------------------------------- | --------------------------------------------- |
| 1    | バース                       | 38-16 ノーサ                                  | 20-15 レスタ                                  | 26-36 ブリス                                  | 55-31 グロス                                  | 26-24 ハーレ                                  | 40-13 セール                                  | 19-15 エクセ                                  | 40-15 ニュー                                  | 68-10 サラセ                                  | 34-35 ノーサ                                  | 32-23 セール                                  | 42-26 グロス                                  | 47-28 ハーレ                                  | 26-24 エクセ                                  | 55-19 ニュー                                  | 14-36 ブリス                                  | 43-15 レスタ                                  | 26-36 サラセ                                  |
| 2    | レスター・タイガース         | 17-14 エクセ                                  | 15-20 バース                                  | 42-10 ニュー                                  | 24-8 ノーサ                                   | 29-26 グロス                                  | 32-29 サラセ                                  | 25-39 セール                                  | 24-54 ブリス                                  | 34-34 ハーレ                                  | 28-15 エクセ                                  | 31-38 グロス                                  | 33-0 ノーサ                                   | 22-29 サラセ                                  | 36-19 ブリス                                  | 40-7 ハーレ                                   | 44-34 セール                                  | 15-43 バース                                  | 42-20 ニュー                                  |
| 3    | セール・シャークス           | 12-11 ハーレ                                  | 26-45 サラセ                                  | 31-27 グロス                                  | 43-10 ニュー                                  | 17-47 ノーサ                                  | 13-40 バース                                  | 39-25 レスタ                                  | 28-10 エクセ                                  | 38-0 ブリス                                   | 20-36 グロス                                  | 23-32 バース                                  | 39-15 ニュー                                  | 27-24 ノーサ                                  | 43-29 ハーレ                                  | 25-7 サラセ                                   | 34-44 レスタ                                  | 41-27 ブリス                                  | 30-26 エクセ                                  |
| 4    | ブリストル・ベアーズ         | 24-3 ニュー                                   | 41-44 グロス                                  | 36-26 バース                                  | 40-35 エクセ                                  | 35-37 サラセ                                  | 31-23 ノーサ                                  | 48-24 ハーレ                                  | 54-24 レスタ                                  | 0-38 セール                                   | 26-35 サラセ                                  | 55-35 ニュー                                  | 52-38 エクセ                                  | 28-53 グロス                                  | 19-36 レスタ                                  | 31-48 ノーサ                                  | 36-14 バース                                  | 27-41 セール                                  | 52-26 ハーレ                                  |
| 5    | グロスター                   | 26-35 サラセ                                  | 44-41 ブリス                                  | 27-31 セール                                  | 31-55 バース                                  | 26-29 レスタ                                  | 36-7 ニュー                                   | 25-17 ノーサ                                  | 14-0 ハーレ                                   | 15-22 エクセ                                  | 36-20 セール                                  | 38-31 レスタ                                  | 26-42 バース                                  | 53-28 ブリス                                  | 14-36 サラセ                                  | 79-17 エクセ                                  | 19-38 ハーレ                                  | 26-12 ニュー                                  | 41-26 ノーサ                                  |
| 6    | サラセンズ                   | 35-26 グロス                                  | 45-26 セール                                  | 29-14 エクセ                                  | 10-17 ハーレ                                  | 37-35 ブリス                                  | 29-32 レスタ                                  | 12-17 ニュー                                  | 39-24 ノーサ                                  | 10-68 バース                                  | 35-26 ブリス                                  | 22-31 エクセ                                  | 12-23 ハーレ                                  | 29-22 レスタ                                  | 36-14 グロス                                  | 7-25 セール                                   | 75-28 ニュー                                  | 24-28 ノーサ                                  | 36-26 バース                                  |
| 7    | ハーレクインズ               | 11-12 セール                                  | 28-14 ニュー                                  | 29-33 ノーサ                                  | 17-10 サラセ                                  | 24-26 バース                                  | 36-19 エクセ                                  | 24-48 ブリス                                  | 0-14 グロス                                   | 34-34 レスタ                                  | 38-14 ニュー                                  | 22-19 ノーサ                                  | 23-12 サラセ                                  | 28-47 バース                                  | 29-43 セール                                  | 7-40 レスタ                                   | 38-19 グロス                                  | 24-22 エクセ                                  | 26-52 ブリス                                  |
| 8    | ノーサンプトン・セインツ     | 16-38 バース                                  | 30-24 エクセ                                  | 33-29 ハーレ                                  | 8-24 レスタ                                   | 47-17 セール                                  | 23-31 ブリス                                  | 17-25 グロス                                  | 14-39 サラセ                                  | 61-0 ニュー                                   | 35-34 バース                                  | 19-22 ハーレ                                  | 0-33 レスタ                                   | 24-27 セール                                  | 35-34 ニュー                                  | 48-31 ブリス                                  | 14-42 エクセ                                  | 28-24 サラセ                                  | 26-41 グロス                                  |
| 9    | エクセター・チーフス         | 14-17 レスタ                                  | 24-30 ノーサ                                  | 14-29 サラセ                                  | 35-40 ブリス                                  | 18-24 ニュー                                  | 19-36 ハーレ                                  | 15-19 バース                                  | 10-28 セール                                  | 22-15 グロス                                  | 15-28 レスタ                                  | 31-22 サラセ                                  | 38-52 ブリス                                  | 17-15 ニュー                                  | 24-26 バース                                  | 17-79 グロス                                  | 42-14 ノーサ                                  | 22-24 ハーレ                                  | 26-30 セール                                  |
| 10   | ニューカッスル・ファルコンズ | 3-24 ブリス                                   | 14-28 ハーレ                                  | 10-42 レスタ                                  | 10-43 セール                                  | 24-18 エクセ                                  | 7-36 グロス                                   | 17-12 サラセ                                  | 15-40 バース                                  | 0-61 ノーサ                                   | 14-38 ハーレ                                  | 35-55 ブリス                                  | 15-39 セール                                  | 15-17 エクセ                                  | 34-35 ノーサ                                  | 19-55 バース                                  | 28-75 サラセ                                  | 12-26 グロス                                  | 20-42 レスタ                                  |

## プレーオフ
例年と同じく、レギュラーシーズン終了後、上位4チームは、 1位対4位、2位対3位の形式でプレーオフ準決勝を戦う。その際、上位チームにホームで対戦するアドバンテージが与えられる。
決勝戦は、2025年6月14日にロンドン郊外トゥイッケナムにあるアリアンツ・スタジアムで行う。3位決定戦は行わない。
|  | 準決勝 6月7日 | 準決勝 6月7日        | 準決勝 6月7日        |                      |        | 決勝 6月14日 | 決勝 6月14日 | 決勝 6月14日 |  |
|  |               |                      |                      |                      |        |              |              |              |  |
|  | 1位           | バース               | 34                   |                      |        |              |              |              |  |
|  | 1位           | バース               | 34                   |                      |        |              |              |              |  |
|  | 4位           | ブリストル・ベアーズ | 20                   |                      |        |              |              |              |  |
|  | 4位           | ブリストル・ベアーズ | 20                   |                      | バース | バース       | 23           |              |  |
|  |               |                      |                      |                      | バース | バース       | 23           |              |  |
|  |               |                      | レスター・タイガース | レスター・タイガース | 21     |              |              |              |  |
|  | 2位           | レスター・タイガース | レスター・タイガース | レスター・タイガース | 21     | 21           |              |              |  |
|  | 2位           | レスター・タイガース |                      |                      |        |              |              |              |  |
|  | 3位           | セール・シャークス   | 16                   |                      |        |              |              |              |  |

### 準決勝
| 2025年6月7日 19:45 BST (UTC+1) | バース (1位チーム) | 34-20 6-前半-13       | ブリストル・ベアーズ (4位チーム)                                                                                               | レクリエーション・グラウンド, （バース） |
| 2025年6月7日 19:45 BST (UTC+1) | T: Ted Hill 41' ジョー・ゾカナシンガ 48' ウィル・ミュア 54' Max Ojomoh 59' G: フィン・ラッセル 42', 49', 55', 60' PG: フィン・ラッセル 22', 37' | タイムライン 選手一覧 | T: James Dun 17' ベンハード・ヤンセ・ヴァン・レンスバーグ 73' G: AJ・マクギンティ 18' Harry Byrne 73' PG: AJ・マクギンティ 40' | レクリエーション・グラウンド, （バース） |

| 2025年6月7日 15:30 BST (UTC+1) | レスター・タイガース (2位チーム)                                            | 21-16 13-前半-3       | セール・シャークス (3位チーム)                                                        | ウェルフォード・ロード・スタジアム, (レスター) |
| 2025年6月7日 15:30 BST (UTC+1) | T: Adam Radwan 20', 28' イザイア・ペレス 67' PG: ハンドレ・ポラード 7', 52' | タイムライン 選手一覧 | T: Robert du Preez 57' G: ジョージ・フォード 57' PG: ジョージ・フォード 18', 46', 65' | ウェルフォード・ロード・スタジアム, (レスター) |

### 決勝
| 2025年6月14日 15:00 (BST) | バース                                                                                                   | 23-21 13-前半-7            | レスター・タイガース                                                                                          | アリアンツ・スタジアム（トゥイッケナム） 観客数: 81,708人 レフリー: Karl Dickson |
| 2025年6月14日 15:00 (BST) | T: トーマス・デュトイ 26' Max Ojomoh 49' G: フィン・ラッセル 27', 50' PG: フィン・ラッセル 9', 40+1' 70' | タイムライン 選手一覧 報道 | T: ジャック・ヴァン・ポートヴリート 5' ソロモネ・カタ 67' Emeka Ilione 75' G: ハンドレ・ポラード 8', 68', 76' | アリアンツ・スタジアム（トゥイッケナム） 観客数: 81,708人 レフリー: Karl Dickson |

## 関連大会
本大会と同時期に、フランス最高峰リーグの「2024-25 トップ14」、ヨーロッパ強豪国と南アフリカ共和国が参加する「2024-25ユナイテッド・ラグビー・チャンピオンシップ」が開催されている。
|          | ヨーロッパ6か国 および 南アフリカ共和国 ほか ・           |                                                 |                                                   |                                                                         | |
| 上位大会 | 2024-25ヨーロピアンラグビーチャンピオンズカップ           | 2024-25ヨーロピアンラグビーチャンピオンズカップ | 2024-25ヨーロピアンラグビーチャンピオンズカップ   | 2024-25ヨーロピアンラグビーチャンピオンズカップ                         | 2024-25ヨーロピアンラグビーチャンピオンズカップ                                                                        |
| 下位大会 | 2024-25EPCRチャレンジカップ                               | 2024-25EPCRチャレンジカップ                     | 2024-25EPCRチャレンジカップ                       | 2024-25EPCRチャレンジカップ                                             | 2024-25EPCRチャレンジカップ                                                                                            |
|          |                                                           |                                                 |                                                   |                                                                         | |
|          | イングランド                                              | フランス                                        |                                                   | アイルランド・スコットランド・ウェールズ・イタリア・南アフリカ共和国 ・ | アイルランド・スコットランド・ウェールズ・イタリア・南アフリカ共和国 ・                                                |
| 1部大会  | プレミアシップ・ラグビー2024-25                           | 2024-25 トップ14                                | 2024-25ユナイテッド・ラグビー・チャンピオンシップ | 2024-25ユナイテッド・ラグビー・チャンピオンシップ                       | |
|          |                                                           |                                                 |                                                   |                                                                         | |
| 2部大会  | RFUチャンピオンシップ2024-25 (次季からチャンプ・ラグビー) | 2024-25 プロD2                                  |                                                   | 各 国内リーグ                                                           | オールアイルランド・リーグ、 スコティッシュ・プレミアシップ、 スーパーラグビー・カムリ、 セリエAエリート、カリーカップ |
| 3部大会  | ナショナルリーグ1                                         | シャンピオナ・フェデラル・ナシオナル            |                                                   | 各 国内リーグ                                                           | オールアイルランド・リーグ、 スコティッシュ・プレミアシップ、 スーパーラグビー・カムリ、 セリエAエリート、カリーカップ |